# Championnat d'URSS masculin de volley-ball
Le championnat d’URSS de volley-ball s’est disputé de 1933 à 1992, soit durant l’existence de l’URSS.

## Généralités
Les saisons 1933 à 1936, 1956, 1959, 1963, 1967 ont été jouées avec des équipes de républiques, villes et régions de l'Union.

## Palmarès
- 1933 : Moscou
- 1934 : Moscou
- 1935 : Moscou
- 1936 : Moscou
- 1938 : Spartak Leningrad
- 1939 : Spartak Leningrad
- 1940 : Spartak Moscou
- 1945 : Dynamo Moscou
- 1946 : Dynamo Moscou
- 1947 : Dynamo Moscou
- 1948 : Dynamo Moscou
- 1949 : CSKA Moscou
- 1950 : CSKA Moscou
- 1951 : Dynamo Moscou
- 1952 : VVS MVO Moscou
- 1953 : CSKA Moscou
- 1954 : CSKA Moscou
- 1955 : CSKA Moscou
- 1956 : Ukraine
- 1957 : Spartak Leningrad

- 1958 : CSKA Moscou
- 1959 : Leningrad
- 1960 : CSKA Moscou
- 1962 : CSKA Moscou
- 1963 : Moscou
- 1964 : non disputée
- 1965 : CSKA Moscou
- 1966 : CSKA Moscou
- 1967 : Ukraine
- 1968 : Kalev Tallinn
- 1969 : Burevestnik Alma-Ata
- 1970 : CSKA Moscou
- 1971 : CSKA Moscou
- 1972 : CSKA Moscou
- 1973 : CSKA Moscou
- 1974 : CSKA Moscou
- 1975 : CSKA Moscou
- 1976 : CSKA Moscou
- 1977 : CSKA Moscou

- 1978 : CSKA Moscou
- 1979 : CSKA Moscou
- 1980 : CSKA Moscou
- 1981 : CSKA Moscou
- 1982 : CSKA Moscou
- 1983 : CSKA Moscou
- 1984 : Radiotechnik Riga
- 1985 : CSKA Moscou
- 1986 : CSKA Moscou
- 1987 : CSKA Moscou
- 1988 : CSKA Moscou
- 1989 : CSKA Moscou
- 1990 : CSKA Moscou
- 1991 : CSKA Moscou
- 1992 : VK Shakhtar Donetsk